# José Martí nemzetközi repülőtér
A José Martí nemzetközi repülőtér (IATA: HAV, ICAO: MUHA) egy nemzetközi repülőtér Kubában Boyeros közelében. Éves utasforgalma 5 713 859 fő (2017). Üzemeltetője az Empresa Cubana de Aeropuertos y Servicios Aeroportuarios.

## Futópályák
A repülőtér futópályái:
- 06/24 (4000 m, 45 m, aszfalt)

## Forgalom
Az utasforgalom az elmúlt években az alábbi módon változott:
| Utasok száma | 5 713 859 | 3 612 477 | 4 528 945 | 5 713 859 |
|              | 2013      | 2015      | 2016      | 2017      |

## Légitársaságok és úticélok
2023-ban a José Martí nemzetközi repülőtérről az alábbi járatok indulnak:
| Légitársaság           | Célállomások                                                                                  |
| ---------------------- | --------------------------------------------------------------------------------------------- |
| Aeroflot               | Moscow–Sheremetyevo (újra 2023 december 12-től)                                               |
| Aerogaviota            | Baracoa, Cayo Coco, Holguín, Kingston–Norman Manley, Montego Bay, Santiago de Cuba            |
| Aerolíneas Argentinas  | Buenos Aires–Ezeiza, Cancún                                                                   |
| Aeroméxico             | Mexico City                                                                                   |
| Air Century            | Santo Domingo–La Isabela                                                                      |
| Air Europa             | Madrid                                                                                        |
| Air France             | Párizs-Charles de Gaulle repülőtér Szezonális charter: Pointe-à-Pitre                         |
| Air Transat            | Szezonális: Montréal–Trudeau                                                                  |
| American Airlines      | Miami                                                                                         |
| Aruba Airlines         | Georgetown–Cheddi Jagan, Managua                                                              |
| Bahamasair             | Nassau                                                                                        |
| Caribbean Airlines     | Port of Spain                                                                                 |
| Cayman Airways         | Grand Cayman                                                                                  |
| Condor                 | Frankfurt                                                                                     |
| Conviasa               | Caracas, Las Piedras, Managua, Moscow–Vnukovo, St. Vincent–Argyle                             |
| Copa Airlines          | Panama City–Tocumen                                                                           |
| Cubana de Aviación     | Barcelona, Buenos Aires–Ezeiza, Cayo Coco, Guantánamo, Madrid, Nueva Gerona, Santiago de Cuba |
| Delta Air Lines        | Miami                                                                                         |
| Edelweiss Air          | Zürich                                                                                        |
| Fly All Ways           | Georgetown–Cheddi Jagan, Paramaribo                                                           |
| Havana Air             | Charter: Miami, Tampa                                                                         |
| Iberia                 | Madrid                                                                                        |
| Iberojet               | Madrid                                                                                        |
| InterCaribbean Airways | Kingston–Norman Manley, Providenciales                                                        |
| LATAM Perú             | Lima                                                                                          |
| Magnicharters          | Mexico City–AIFA                                                                              |
| Neos                   | Milan–Malpensa, Róma–Fiumicino                                                                |
| Southwest Airlines     | Fort Lauderdale (vége 2024 június 3-tól), Tampa                                               |
| Sunrise Airways        | Port-au-Prince                                                                                |
| TAAG Angola Airlines   | Szezonális: Luanda                                                                            |
| Turkish Airlines       | Istanbul                                                                                      |
| United Airlines        | Szezonális: Houston–Intercontinental                                                          |
| United Express         | Houston–Intercontinental, Newark (vége 2023 október 28-tól)                                   |
| Viva Aerobus           | Cancún, Mérida, Mexico City, Mexico City–AIFA, Monterrey                                      |
| Wingo                  | Bogotá, Medellín, Panama City–Balboa                                                          |
| World2Fly              | Madrid                                                                                        |